# Embalse de Kovdozero
El embalse de Kovdozero (del ruso: Ковдозёрское водохрани́лище), es un embalse artificial  localizado en el curso inferior del río Kuma (o Kovda), en el óblast de Múrmansk, que ha anegado el antiguo lago natural de Kovdozero, además del de Sennoe y otros más pequeños.
El lago fue creado para la generación de energía hidroeléctrica tras la construcción entre 1955 y 1957 de una presa que alimenta la central hidroeléctrica de Knyazhegubskoy (Княжегубской ГЭС).

## Enlaces externos

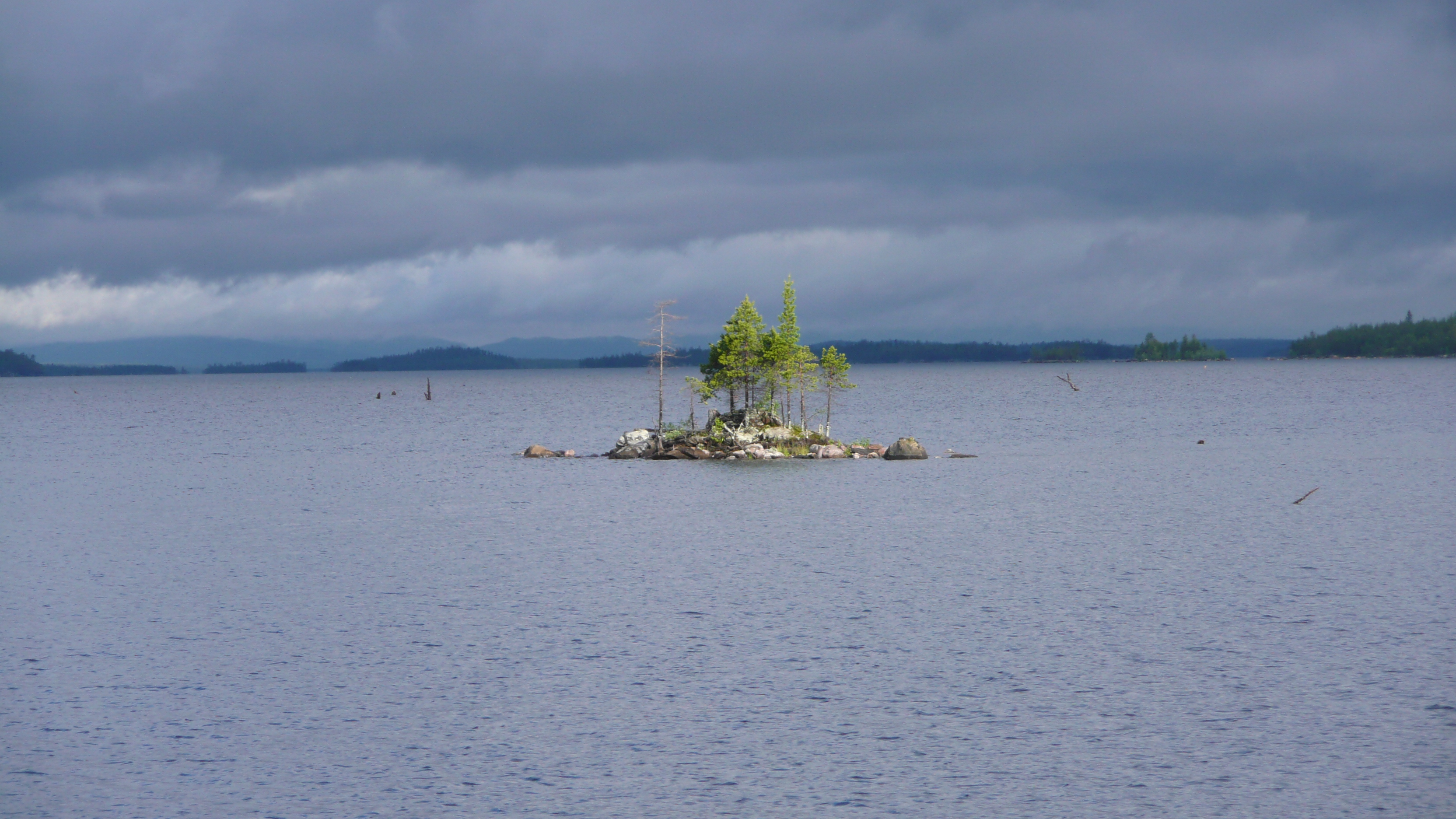
Vista de una pequeña isla en el embalse